# نظامی‌گری علمی تخیلی
نظامی‌گری علمی تخیلی (به انگلیسی: Military science fiction) زیرمجموعه‌ای از ژانر علمی–تخیلی است که مهم‌ترین ویژگی این سبک، استفاده از فناوری علمی تخیلی، عمدتاً سلاح، برای اهداف نظامی است. اغلب شخصیت‌های اصلی عضو یک سازمان نظامی هستند که در فعالیت‌های نظامی، در طول جنگ شرکت می‌کنند؛ این جنگ گاهی در فضا یا در یک سیاره دیگر اتفاق می‌افتد. این ژانر در ادبیات، کمیک، فیلم و بازی‌های ویدیویی وجود دارد.
اساس داستان نظامی‌گری علمی تخیلی دربارهٔ نشان دادن چگونگی یک جنگ و درگیری، تاکتیک‌ها و سلاح‌های مورد استفاده در جنگ، و نقش یک سرویس نظامی و اعضای جداگانه آن سازمان نظامی است. اغلب داستان‌های این سبک از جنگ‌های واقعی گذشته یا فعلی زمین استفاده می‌کنند و کشورها را با سیارات یا کهکشان‌ها جایگزین می‌کنند و نویسنده با توجه به آنچه رخ داده، وقایع را تغییر می‌دهد.